# Tour de Francia 2000
El 87.º Tour de Francia se disputó del 1 al 23 de julio de 2000 sobre un recorrido de 20 etapas más el prólogo inicial, y con un total de 3662 km que el vencedor cubrió a una velocidad media de 39,569 km/h La carrera comenzó en Futuroscope y terminó en París, en el clásico final de los Campos Elíseos.
El corredor Lance Armstrong fue inicialmente el ganador de la edición 2000 en la que sería su segunda victoria en la clasificación general del Tour, pero en octubre del 2012 fue suspendido de por vida por dopaje sistemático y los resultados obtenidos por este ciclista después del 1 de agosto de 1998 le fueron anulados.
La UCI se optó dejar desierta la posición de ganador del Tour de Francia en las 7 ediciones inicialmente ganadas Armstrong que van desde la edición 1999 hasta 2006 .

## Equipos participantes
| Equipo                | Jefe de filas        |
| US Postal Service     | Lance Armstrong      |
| Banesto               | Alex Zülle           |
| Kelme-Costa Blanca    | Fernando Escartín    |
| Mapei-Quick Step      | Michele Bartoli      |
| Rabobank              | Michael Boogerd      |
| ONCE-Deutsche Bank    | Laurent Jalabert     |
| Deutsche Telekom      | Jan Ullrich          |
| Mercatone Uno         | Marco Pantani        |
| AG2R Prevoyance       | Jaan Kirsipuu        |
| Saeco                 | Laurent Dufaux       |
| Festina               | Christophe Moreau    |
| Farm Frites           | Servais Knaven       |
| Cofidis               | Franck Vandenbroucke |
| Lotto-Mobistar        | Rik Verbrugghe       |
| La Française des Jeux | Stéphane Heulot      |
| Team Polti            | Richard Virenque     |
| Memory Card           | Bo Hamburger         |
| Crédit Agricole       | Bobby Julich         |
| Vini Caldirola        | Romāns Vainšteins    |
| Bonjour-Toupargel     | Jean Cyril Robin     |

## Etapas
| Etapa   | Fecha       | Recorrido                  | Distancia (km) | Ganador                     | Líder            |
| ------- | ----------- | -------------------------- | -------------- | --------------------------- | ---------------- |
| Prólogo | 1 de julio  | Futuroscope                | 16,5 (CRI)     | David Millar                | David Millar     |
| 1.ª     | 2 de julio  | Futuroscope-Loudun         | 194            | Tom Steels                  | David Millar     |
| 2.ª     | 3 de julio  | Loudun-Nantes              | 161,5          | Tom Steels                  | David Millar     |
| 3.ª     | 4 de julio  | Nantes-Saint Nazaire       | 70 (CRE)       | ONCE                        | Laurent Jalabert |
| 4.ª     | 5 de julio  | Vannes-Vitré               | 202            | Marcel Wüst                 | Laurent Jalabert |
| 5.ª     | 6 de julio  | Vitré-Tours                | 198,5          | Léon Van Bon                | Alberto Elli     |
| 6.ª     | 7 de julio  | Tours-Limoges              | 202,5          | Christophe Agnolutto        | Alberto Elli     |
| 7.ª     | 8 de julio  | Limoges-Villeneuve sur Lot | 203,5          | Erik Dekker                 | Alberto Elli     |
| 8.ª     | 9 de julio  | Agen-Dax                   | 220            | Paolo Bettini               | Alberto Elli     |
| 9.ª     | 10 de julio | Dax-Hautacam               | 205            | Javier Otxoa                | Lance Armstrong  |
| 10.ª    | 11 de julio | Bagnères de Bigorre-Revel  | 218,5          | Erik Dekker                 | Lance Armstrong  |
| 11.ª    | 13 de julio | Carpentras-Mont Ventoux    | 149            | Marco Pantani               | Lance Armstrong  |
| 12.ª    | 14 de julio | Aviñón-Draguignan          | 185,5          | José Vicente García Acosta  | Lance Armstrong  |
| 13.ª    | 15 de julio | Draguignan-Briançon        | 249,5          | Santiago Botero             | Lance Armstrong  |
| 14.ª    | 16 de julio | Briançon-Courchevel        | 173,5          | Marco Pantani               | Lance Armstrong  |
| 15.ª    | 18 de julio | Courchevel-Morzine         | 196,5          | Richard Virenque            | Lance Armstrong  |
| 16.ª    | 19 de julio | Evian les Bains- Lausana   | 155            | Erik Dekker                 | Lance Armstrong  |
| 17.ª    | 20 de julio | Lausana- Friburgo          | 252            | Salvatore Commesso          | Lance Armstrong  |
| 18.ª    | 21 de julio | Friburgo-Mulhouse          | 58,5 (CRI)     | Lance Armstrong Sin ganador | Lance Armstrong  |
| 19.ª    | 22 de julio | Belfort-Troyes             | 254,5          | Erik Zabel                  | Lance Armstrong  |
| 20.ª    | 23 de julio | París                      | 138            | Stefano Zanini              | Lance Armstrong  |

## Clasificaciones
| \| \| Desierto[2] \| \| \| \| \| \| 1. \| Lance Armstrong \| Estados Unidos \| USP \| 92h 33' 08" \| \| \| 2. \| Jan Ullrich \| Alemania \| TEL \| + 6' 02" \| \| \| 3. \| Joseba Beloki \| España \| FES \| + 10' 04" \| \| \| 4. \| Christophe Moreau \| Francia \| FES \| + 10' 34" \| \| \| 5. \| Roberto Heras \| España \| KEL \| + 11' 50" \| \| \| 6. \| Richard Virenque \| Francia \| POL \| + 13' 26" \| \| \| 7. \| Santiago Botero \| Colombia \| KEL \| + 14' 18" \| \| \| 8. \| Fernando Escartín \| España \| KEL \| + 17' 21" \| \| \| 9. \| Francisco Mancebo \| España \| BAN \| + 18' 09" \| \| \| 10. \| Daniele Nardello \| Italia \| MAP \| + 18' 25" \| \| |                   |                |     |             |  |
| | Desierto          |                |     |             |  |
| 1. | Lance Armstrong   | Estados Unidos | USP | 92h 33' 08" |  |
| 2. | Jan Ullrich       | Alemania       | TEL | + 6' 02"    |  |
| 3. | Joseba Beloki     | España         | FES | + 10' 04"   |  |
| 4. | Christophe Moreau | Francia        | FES | + 10' 34"   |  |
| 5. | Roberto Heras     | España         | KEL | + 11' 50"   |  |
| 6. | Richard Virenque  | Francia        | POL | + 13' 26"   |  |
| 7. | Santiago Botero   | Colombia       | KEL | + 14' 18"   |  |
| 8. | Fernando Escartín | España         | KEL | + 17' 21"   |  |
| 9. | Francisco Mancebo | España         | BAN | + 18' 09"   |  |
| 10. | Daniele Nardello  | Italia         | MAP | + 18' 25"   |  |

| \| 1. \| Erik Zabel \| Alemania \| TEL \| 321 puntos \| \| 2. \| Robbie McEwen \| Australia \| FAR \| 203 puntos \| \| 3. \| Romāns Vainšteins \| Letonia \| VIN \| 184 puntos \| |                   |           |     |            |
| 1. | Erik Zabel        | Alemania  | TEL | 321 puntos |
| 2. | Robbie McEwen     | Australia | FAR | 203 puntos |
| 3. | Romāns Vainšteins | Letonia   | VIN | 184 puntos |

| \| 1. \| Santiago Botero \| Colombia \| KEL \| 347 puntos \| \| 2. \| Javier Otxoa \| España \| KEL \| 283 puntos \| \| 3. \| Richard Virenque \| Francia \| POL \| 267 puntos \| |                  |          |     |            |
| 1. | Santiago Botero  | Colombia | KEL | 347 puntos |
| 2. | Javier Otxoa     | España   | KEL | 283 puntos |
| 3. | Richard Virenque | Francia  | POL | 267 puntos |

| \| 1. \| Francisco Mancebo \| España \| BAN \| 92h 51' 17" \| \| 2. \| Guido Trentin \| Italia \| VIN \| + 17' 48" \| \| 3. \| Grischa Niermann \| Alemania \| RAB \| + 33' 57" \| |                   |          |     |             |
| 1. | Francisco Mancebo | España   | BAN | 92h 51' 17" |
| 2. | Guido Trentin     | Italia   | VIN | + 17' 48"   |
| 3. | Grischa Niermann  | Alemania | RAB | + 33' 57"   |

| \| 1. \| Kelme-Costa Blanca \| España \| KEL \| 278h 10' 47" \| \| 2. \| Festina \| Francia \| FES \| + 13' 42" \| \| 3. \| Banesto \| España \| BAN \| + 18' 21" \| |                    |         |     |              |
| 1. | Kelme-Costa Blanca | España  | KEL | 278h 10' 47" |
| 2. | Festina            | Francia | FES | + 13' 42"    |
| 3. | Banesto            | España  | BAN | + 18' 21"    |